# Cidade de mercado
Uma cidade de mercado, cidade-mercado ou cidade mercantil  (em inglês: market town) é um termo jurídico, com origem na Idade Média, para designar uma cidade europeia de pequena dimensão que tem licença para ter um mercado, de forma distinta de uma vila ou de uma metrópole, e que serve de centro comercial para as vilas, aldeias e quintas em seu redor. Uma cidade pode ser descrita como "cidade mercado" ou como tendo "direitos de mercado", mesmo se já não tiver um mercado, desde que o direito legal a fazê-lo ainda exista.